# 곡물법
곡물법(穀物法, Corn Laws)은 1815년부터 1846년 사이에 대영 제국이 수입 음식과 곡물에 대한 관세와 제한을 강제한 법을 말한다. 국내 생산자와 영국 지주 귀족층의 이익을 보호하기 위해 곡물가를 높게 유지시키도록 계획되었는데, 이는 국가의 유일한 중상주의자의 법이었기 때문이다. 곡물법은 터무니없는 관세를 부과하였고 이로 인해 공급량이 적을 때에도 해외의 곡물을 수입하기에 가격을 과도하게 상승시키는 문제가 발생하였다.
곡물법은 토지 소유권과 관련된 이윤 및 정치권력을 강화시켰다. 이 법은 식품 가격과 영국 대중들의 생활 비용을 상승시켰고 영국 국민의 소득을 감소시켜 제조업과 같은 다른 영국 경제 분야들의 성장에 위해를 주었다.
이 법은 시골쪽보다 정치력이 훨씬 더 약했던 도시계층들로부터 반대를 받았다. 이 법은 보수당의 지주들에 의해 지지를 받았으며 휘그당의 산업가들과 노동자들에게는 반대를 받았다. 1845~1852년 아일랜드 대기근의 처음 2년은 새로운 식품 공급이 절실했기 때문에 해결책이 강제되었다. 보수당의 로버트 필 경 수상은 자신의 당의 대부분의 반대를 무릅쓰고 휘그당의 지지를 얻어 폐지를 수행하였다.
경제역사가들은 곡물법의 철회를 영국의 자유 무역을 향한 결정적 움직임으로 본다.

## 같이 보기
- 반곡물법 동맹
- 존 브라이트 (정치인)
- 리처드 코브든

## 참고 문헌
- Bright, J. and Thorold Rogers, J.E. (eds.) [1870](1908) Speeches on Questions of Public Policy by Richard Cobden, M.P., Vol. 1, London: T. Fisher Unwin, republished as Cobden, R. (1995), London: Routledge/Thoemmes, ISBN 0-415-12742-4
- Taylor, W.C. (1841) Natural History of Society, D. Appleton & Co., New York
- Taylor, W.C. (1842) Notes of a tour in the manufacturing districts of Lancashire: in a series of letters, London: Duncan & Malcolm.
- Taylor, W.C. (1844) Factories and the Factory System, Jeremiah How, London